# Drew Starkey
Joseph Andrew Starkey (4 de novembro de 1993) é um ator americano. Ele começou sua carreira com papéis coadjuvantes nos filmes de drama adolescente Love, Simon e The Hate U Give (ambos de 2018). Ele ganhou reconhecimento por sua interpretação do adolescente problemático Rafe Cameron na série de aventura da Netflix Outer Banks (2020−presente), e desde então estrelou o filme de drama romântico Queer (2024) de Luca Guadagnino.

## Vida
Starkey nasceu em Asheville, Carolina do Norte, filho de Todd Starkey, treinador de basquete universitário do time feminino da Kent State, e Jodi Ballard Hutto, conselheira escolar. Starkey é o mais velho de quatro filhos. Sua família mudou-se para a área das Montanhas Blue Ridge, mas ele cresceu principalmente em Hickory, Carolina do Norte.
Ele se formou magna cum laude pela Western Carolina University em 2016, onde se formou em inglês e performance teatral. Depois da faculdade, ele se mudou para Atlanta para se juntar a dois amigos que estavam formando uma produtora e começou a fazer testes para papéis.

## Filmografia

#### Filmes
| Ano  | Título                 | Papel                             | Notas         |
| ---- | ---------------------- | --------------------------------- | ------------- |
| 2018 | American Animals       | Garoto de fraternidade            |               |
| 2018 | Com amor, Simon        | Garrett Risonho                   | [ 7 ]         |
| 2018 | O Ódio Que Você Semeia | Brian MacIntosh Jr. (Oficial 115) | [ 8 ]         |
| 2019 | Just Mercy             | Jovem Guarda                      |               |
| 2020 | The Devil All the Time | Tommy Matson                      |               |
| 2020 | Embattled              | Curtidor Van Holt                 | [ 9 ]         |
| 2022 | Hellraiser             | Trevor                            | [ 10 ]        |
| 2023 | The Other Zoey         | Zach MacLaren                     | [ 11 ] [ 12 ] |
| 2024 | Queer                  | Eugene Allerton                   | [ 13 ]        |

#### Televisão
| Ano           | Título                                 | Papel                         | Notas                                 |
| ------------- | -------------------------------------- | ----------------------------- | ------------------------------------- |
| 2017          | Mercy Street                           | Gambling Soldier              | Episódio: "Unknown Soldier"           |
| 2017          | Shots Fired                            | Clint Jr.                     | Episódio: "Hour Four: Truth"          |
| 2017          | Ozark                                  | Boy                           | Episódio: "Ruling Days"               |
| 2017          | Dead Silent                            | Ethan Walton                  | Episódio: "Run for Your Life"         |
| 2017          | Valor                                  | Bobby                         | Episódio: "Zero Visibility"           |
| 2017          | Good Behavior                          | Agent Bradfield               | Episódio: "You Could Discover Me"     |
| 2018          | Brockmire                              | Brad Christie (não creditado) | Episódio: "In the Cellar"             |
| 2018          | Bobcat Goldthwait's Misfits & Monsters | Hunter Robison                | Episódio: "Better World"              |
| 2018          | The Resident                           | Young Lawyer                  | Episódio: "About Time"                |
| 2019          | Doom Patrol                            | Tim                           | Episódio: "Donkey Patrol"             |
| 2019          | Queen Sugar                            | Beau                          | Episódio: "I No Longer Imagine"       |
| 2019          | Scream: Resurrection                   | Hawkins                       | 4 episódios                           |
| 2019          | Dolly Parton's Heartstrings            | Lookout                       | Episódio: "J.J. Sneed"                |
| 2020          | Limbo                                  | Rodney                        | filme de TV                           |
| 2020          | Acting for a Cause                     | Demetrius                     | Episódio: "A Midsummer Night's Dream" |
| 2020−presente | Outer Banks                            | Rafe Cameron                  | Papel principal; 28 episódios         |
| 2022          | The Terminal List                      | Junior Alba                   | 4 episódios                           |